# (3744) Horn-d'Arturo
(3744) Horn-d'Arturo es un asteroide perteneciente al cinturón de asteroides, descubierto el 5 de noviembre de 1983 por el equipo del Observatorio Astronómico de San Vittore desde el Observatorio Astronómico de San Vittore, Bolonia, Italia.

## Designación y nombre
Designado provisionalmente como 1983 VE. Fue nombrado Horn-d'Arturo en honor al astrónomo italiano Guido Horn-d'Arturo.